# 木村清三郎

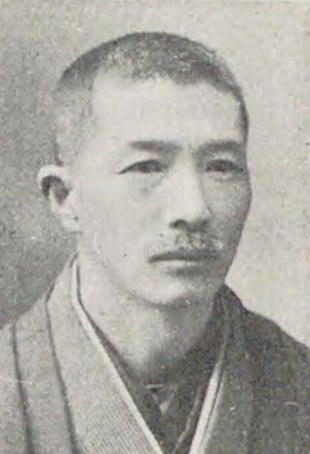
木村清三郎

木村 清三郎（きむら せいさぶろう、明治2年6月7日（1869年7月15日） – 昭和16年（1941年）2月16日）は、日本の政治家。衆議院議員（立憲政友会→政友本党）、新潟県長岡市長。

## 経歴
越後国長岡出身。太田仁平次の六男として生まれて、木村小太郎の養子となった。1900年（明治33年）、越佐新聞社を創設し、社長を務めた。長岡米穀取引所監査役、同理事、同理事長、長岡証券株式会社監査役、同相談役、長岡商業会議所特別議員、同顧問などを務めた。また長岡市会議員、同参事会員、新潟県会議員を歴任した。
1920年（大正9年）、第14回衆議院議員総選挙に出馬し、当選を果たした。
その後、1929年（昭和4年）に長岡市長に選出され、二期務めた。

## 親族
- 木村清司 - 長男。内務官僚。官選福井県知事。